# Loch (Solingen)
Loch ist eine Hofschaft im Solinger Stadtteil Wald.

## Geographie
Loch liegt entlang der nach der Hofschaft benannten Locher Straße am Nordhang des Lochbachtals im äußersten Süden des Stadtteils Wald im Grenzgebiet zu Merscheid und Mitte. Im Süden, am Ufer des Lochbachs, liegt der ehemalige Locher Hammer. Auf dem südlich gelegenen Höhenrücken befindet sich die Hofschaft Höhe, weiter südlich am Nordhang des Viehbachtals liegen Limminghofen, Scheuren und Bäckershof. Östlich liegt Büschberg, im Nordosten Mummenscheid. Im Norden befindet sich Rosenkamp, westlich liegen Tiefendick und Heidufer.

## Etymologie
Der Name der Hofschaft leitet sich von dem althochdeutschen Wort Loh ab, das Wald bedeutet. Loch ist demnach ein im oder am Wald gelegener Bauernhof. Es bestehen überdies etymologische Verbindungen zum Lochbach, der seinen Namen wohl von der Hofschaft haben dürfte.

## Geschichte
Die Hofschaft Loch lässt sich bis in das Jahr 1648 zurückverfolgen. Im Jahre 1713 ist in den Urkunden von einem Johann Schimmelbusch im Loch die Rede. Loch ist im Jahre 1715 in der Karte Topographia Ducatus Montani, Blatt Amt Solingen, von Erich Philipp Ploennies mit einer Hofstelle verzeichnet und bereits als Loch benannt. Südlich ist bereits der Locher Hammer, allerdings ohne Namen, enthalten. Die Topographische Aufnahme der Rheinlande von 1824, die Preußische Uraufnahme von 1844 und die Topographische Karte des Regierungsbezirks Düsseldorf von 1871 verzeichnen den Ort ebenfalls als Loch.
Der Hof Loch gehörte historisch zunächst zu der Honschaft Hackhausen, war aber mit Ausnahme von Höhe umgeben von den Höfen der Honschaft Scheid. Erst im Zuge der Territorialreform unter französischer Besatzung im Jahre 1807 wurde Loch zum Teil der Honschaft Scheid innerhalb der neu gegründeten Mairie Wald zugeordnet, zum Teil aber auch der Honschaft Merscheid innerhalb der neu gegründeten Mairie Merscheid. Aus ersterer Mairie wurde im Jahre 1815 die Bürgermeisterei Wald, aus letzterer die Bürgermeisterei Merscheid, die spätere Stadt Ohligs. Die Teilung des Ortes erfolgte entlang der heutigen Locher Straße.
1815/16 lebten zehn Menschen im Walder und 22 im Merscheider Teilort. Im Jahr 1830 werden beide Teilorte jeweils unter dem Namen halbes Loch als Weiler und Eisenhammer bezeichnet und zusammen mit 41 Einwohnern aufgeführt, davon 14 zu Wald und 27 zu Merscheid.
1832 war der Ort Teil der Zweiten Dorfhonschaft innerhalb der Bürgermeisterei Wald, dort lag er in der Flur V. (Wald), und weiterhin Teil der Honschaft Merscheid innerhalb der Bürgermeisterei Merscheid. Der nach der Statistik und Topographie des Regierungsbezirks Düsseldorf als Hofstadt und  Reckhammer kategorisierte Ort besaß zu dieser Zeit sieben Wohnhäuser (drei zu Wald, vier zu Merscheid), drei Fabrikationsstätten bzw. Mühlen (eine zu Wald, zwei zu Merscheid) und acht landwirtschaftliche Gebäude (jeweils vier zu Wald und Merscheid). Zu dieser Zeit lebten 57 Einwohner im Ort (23 zu Wald, 34 zu Merscheid), davon zwei katholischen und 21 evangelischen Bekenntnisses. Die Gemeinde- und Gutbezirksstatistik der Rheinprovinz führt den Ort 1871 mit zwölf Wohnhäusern (jeweils sechs zu Wald und Merscheid) und 82 Einwohnern (35 zu Wald, 47 zu Merscheid) auf. Im Gemeindelexikon für die Provinz Rheinland von 1888 werden für Loch zwölf Wohnhäuser (fünf zu Wald, sieben zu Merscheid) mit 65 Einwohnern (24 zu Wald, 41 zu Merscheid) angegeben. Der Merscheider Teil von Loch wurde im Zuge von Grenzkorrekturen in diesem Bereich des Lochbachtales zum 30. August 1893 nach Wald eingemeindet.

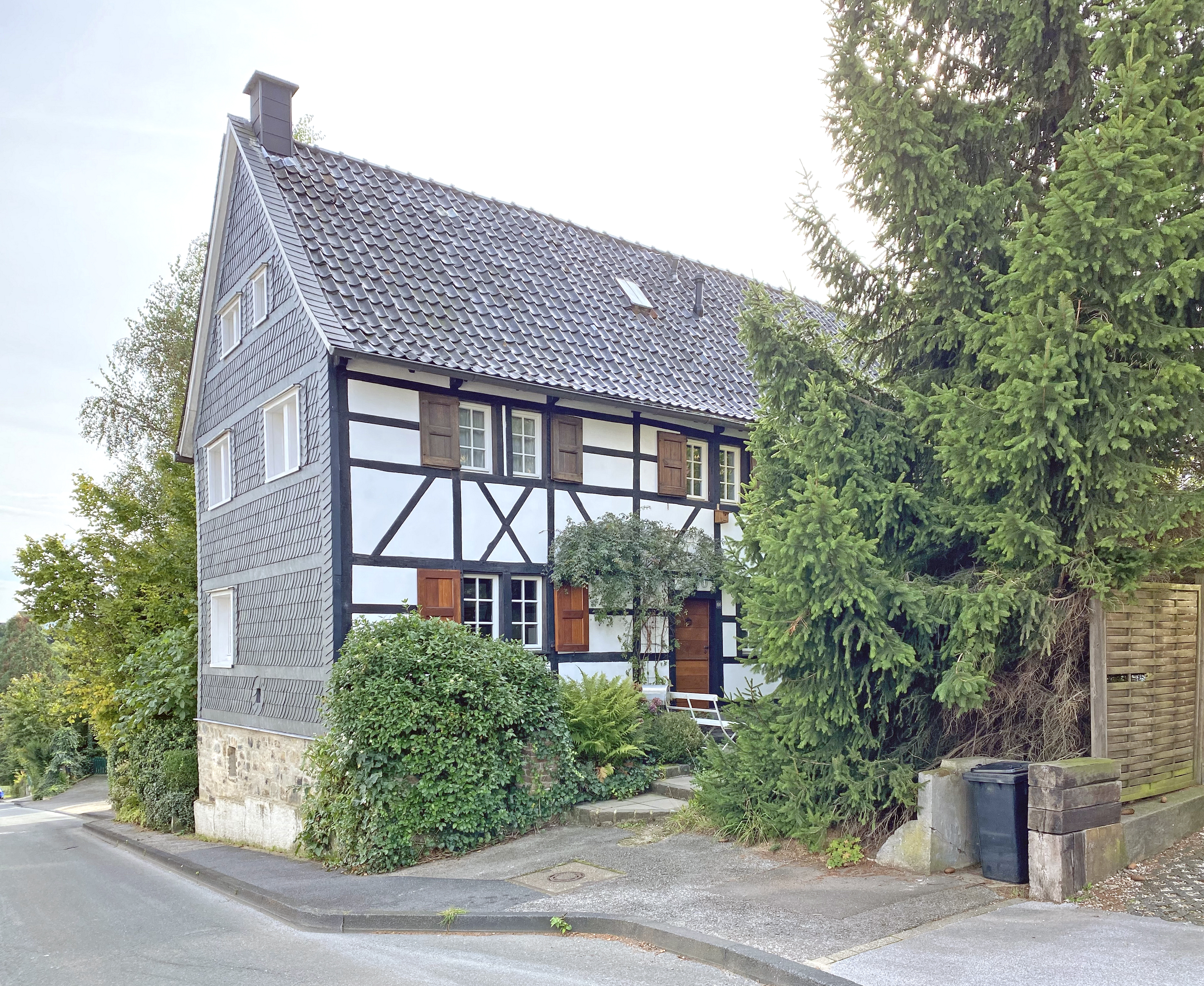
Fachwerkhaus Locher Straße 68

Mit der Städtevereinigung zu Groß-Solingen im Jahre 1929 wurde Loch ein Ortsteil Solingens. Seit dem Jahre 1985 stehen von den historischen Fachwerkhäusern im Ort die Gebäude Locher Straße 68, 76, 81, 83, 85, 88 sowie der Locher Hammer (Locher Straße 91) unter Denkmalschutz. Das große Fachwerkhaus Locher Straße 68 aus dem 18. Jahrhundert erhielt nach umfangreicher Sanierung vom Bergischen Geschichtsverein, Abteilung Solingen, im Jahre 2012 den Solinger Denkmalschutzpreis verliehen.